# Harpactea aurigoides
Harpactea aurigoides är en spindelart som beskrevs av Robert Bosmans och Beladjal 1991. Harpactea aurigoides ingår i släktet Harpactea och familjen ringögonspindlar.
Artens utbredningsområde är Algeriet. Inga underarter finns listade i Catalogue of Life.